# Бубела Петро Іванович
Петр́о Іва́нович Буб́ела (12 травня 1889, с. Лисиничі, тепер Львівська міська громада — (1920 ?) 1934) — український військовий діяч, отаман УГА. Учасник Першої світової війни, поручник австрійської армії. Один з основних організаторів Листопадового чину у Львові 1918 року. 1918—1919 роках товариш державного секретаря військових справ ЗУНР.

## Життєпис

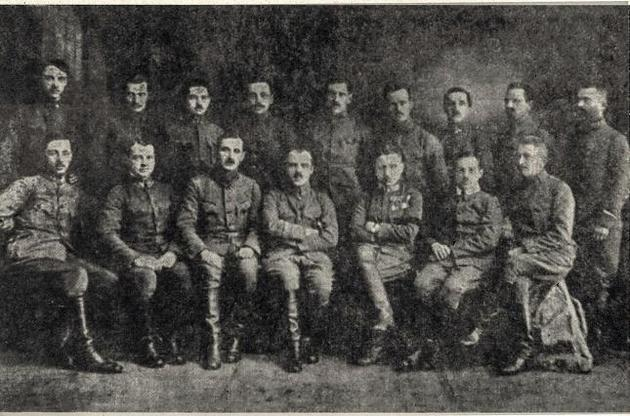
Державний секретаріат військових справ ЗУНР, лютий 1919.
Сидять зліва направо Володимир Бемко, Орест Підляшецький, Петро Бубела, Дмитро Вітовський, Ростислав-Едмунд Білас, Никифор Гірняк, Роман Шипайло.
Стоять зліва направо Нестор Гаморак, Юліан Буцманюк, Теодор Сивак, Гриць Герасимович, Остап Бородієвич, Семен Магаляс, Володимир Тимцюрак, Василь Панчак, Іван Боберський

Народився в с. Лисиничі біля Львова. Можливо, мати була полькою. Закінчив гімназію, студіював право у Львівському університеті. Військову освіту здобув у австрійській старшинській школі, учасник Першої світової війни.
Один із керівників збройного повстання 1 листопада 1918 у Львові, член Центрального військового комітету. Один із організаторів Центрального Військового Комітету, опрацьовував план повстання у Львові, починаючи від 19 жовтня 1918 року, разом із Любомиром Огоновським і Дмитром Паліївим.
У роки української революції 1917—1921 років — заступник Державного секретаря військових справ уряду ЗУНР (ад'ютантом був Михайло Голинський., тимчасово в. о. військового міністра, активний учасник військового будівництва ЗУНР. Разом із Дмитром Вітовським перебував у Тернополі, займався створенням регулярної армії.
За спогадами М. Омеляновича-Павленка, Петро Бубела був розстріляний більшовиками в Одесі після переходу УГА на бік Червоної армії у 1919 році.
За іншими даними, у квітні 1920 року заарештований в Одесі органами ЧК й ув'язнений до харківської тюрми. Після втечі повернувся до Одеси, де жив нелегально та працював в структурі Червоного Хреста. У 1934 році заарештований і там же страчений.

## Вшанування пам'яті
- В рідному селі відкрито пам'ятник Петрові Бубелі[5].